# 德国航空运动协会

德國航空運動協會旗幟

德国航空运动协会（德語：Deutscher Luftsportverband）是纳粹党为训练军事飞行员而在1933年3月组建的组织。该协会主席为赫尔曼·戈林，副主席为恩斯特·罗姆。

## 历史
《凡尔赛条约》正式禁止德国建造任何军用飞机，德国航空运动协会因此将滑翔机用于训练，受训者也都是正式身份依然是平民的人，这就是未来的德国空军的基础。就在阿道夫·希特勒掌权仅几个月后，德国就迈出了组建空军的步伐。曾在一战期间取得22次空战胜利的前王牌飞行员、蓝色马克斯勋章获得者赫尔曼·戈林出任航空国家专员，前德国汉莎航空经理艾爾哈德·米爾希出任副专员。1933年3月25日，德国航空运动协会吞并所有私人及国营航空组织。1933年4月，帝国航空部成立。德国航空运动协会于1937年解散，它被國家社會主義飛行軍團所取代。